# Al-Farafra

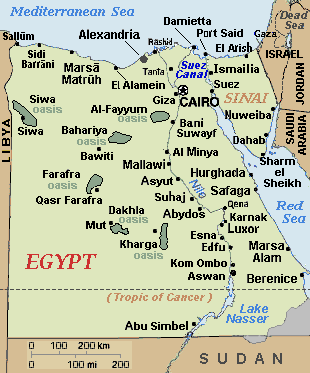
Carte des principales oasis d’Égypte.

L'oasis d'Al-Farafra (en arabe : الفرافرة) est la plus petite et la moins peuplée des cinq grandes oasis du désert de l'ouest en Égypte.
Elle se situe dans le désert de Libye à trois-cents kilomètres au nord de l'oasis d'Ad-Dakhla et à cent-quatre-vingt-cinq kilomètres au sud-ouest de l'oasis d'Al-Bahariya.
Contrairement aux autres oasis, Farafra n'est pas située au centre d'une dépression mais se déploie hors du plateau saharien, sur une plaine isolée, entourée de sable. La ville principale de l'oasis se nomme Qasr al-Farafra.
La  vallée du Nil ne suffisant plus depuis la seconde moitié du XXe siècle à nourrir une population qui augmentait encore en 2015 d'1,6 million d'habitants chaque année, l'État égyptien a choisi de créer un axe fertile parallèle à la vallée du Nil en irriguant le désert grâce aux eaux souterraines. Dès les années 1950, dans le cadre du projet de la « Nouvelle Vallée » (Wadi el-Gedid) lancé par Gamal Abdel Nasser, que des terres sont réquisitionnées afin de créer une zone de terres cultivables dont le chapelet des cinq oasis du désert occidental serait l'épine dorsale. Les populations déshéritées des grandes villes et les fellahin sans terres se voient offrir des parcelles de jardins à partir de 1959. Sans doute du fait de l'échec  technique de cette première tentative, les candidats à la nouvelle propriété ont été cependant relativement peu nombreux : moins de 150 000 personnes en 1996 et pour la plupart au bénéfice de l'oasis de Kharga. Mais en 1997, Hosni Moubarak réactualise l'objectif et lance le New Valley Project ou Toshka Project qui intensifie la migration intérieure vers les oasis.
Farafra, quant à elle, ne compte pas plus de 5 000 habitants en 2002, répartis principalement dans un seul village, dont certaines parties ont des quartiers complets d’architecture traditionnelle — la culture locale et les méthodes traditionnelles de construction et d’exécution des réparations ayant été soutenues par le tourisme. Ce sont, pour une grande partie, des bédouins et des agriculteurs. Farafra vit aujourd'hui de ses dattes, de ses oliviers, de ses abricotiers et d'un peu de vigne survivante de l'Antiquité. Les oasis, encore à l'abri de la vie moderne, restent épargnées par la surpopulation, la misère et la pollution des grandes villes, mais semble-t-il, pour peu de temps encore,.
Deux sortes de sources existent à Farafra, localité qui doit son nom aux « sources jaillissantes » qui irriguent l’oasis : les eaux chaudes soufrées comme la touristique Bir Setta (source no 9), et les sources d'eau potable. Celle-ci, malgré un arrière-goût métallique, est réputée la meilleure de tout le désert libyque.
Le forage des puits et le creusement de canaux d'irrigation aident à créer cette nouvelle région habitable à partir des terrains arides. A son terme, le projet devrait couvrir une superficie de quarante-deux millions d'hectares. 
L'économie de ces oasis reposera, comme dans l'Antiquité, sur la culture des céréales, des dattes et des olives qui demande une savante répartition de l'eau. Mais il n'est pas certain que les générations montantes soient disposées à se satisfaire de la frugalité de cette économie et le risque de salinisation des sols et d'épuisement des nappes souterraines fossiles (non renouvelables) est inéluctable.
Et, comme les autres oasis du désert de l'ouest depuis le lancement du projet, Farafra constitue une terre d'accueil pour de nombreux Égyptiens venus du delta du Nil surpeuplé.

## Grotte de Jara
Dans l'oasis se trouve la grande grotte de Jara, avec de splendides stalactites, et des peintures rupestres préhistoriques. On peut y admirer des scènes de chasse au gros gibier et la vie quotidienne, datant vraisemblablement d'il y a plus de 9 000 ans. Cette grotte a longtemps servi de point d'eau. Elle a été redécouverte par Friedrich Gerhard Rohlfs lors de son expédition dans le désert occidental en 1874, puis « perdue », et retrouvée seulement en 1991.

## Photos

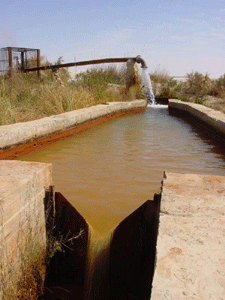
Source n°22.
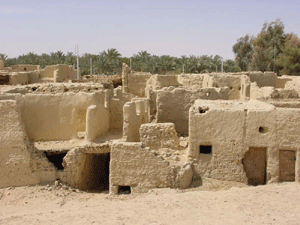
La citadelle.
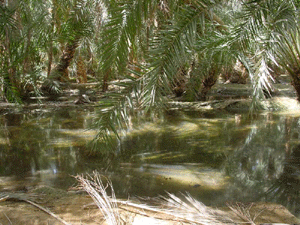
Marécages.

Les principales sources d'attraction de cette oasis, le désert blanc et la montagne de cristal, se situent à une cinquantaine de kilomètres au nord.

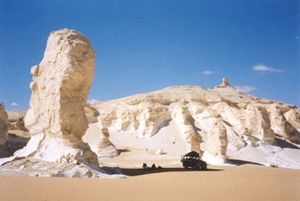
Désert blanc.
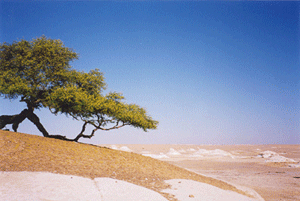
Désert blanc.
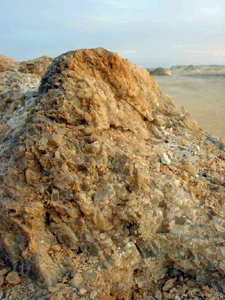
La montagne de cristal.
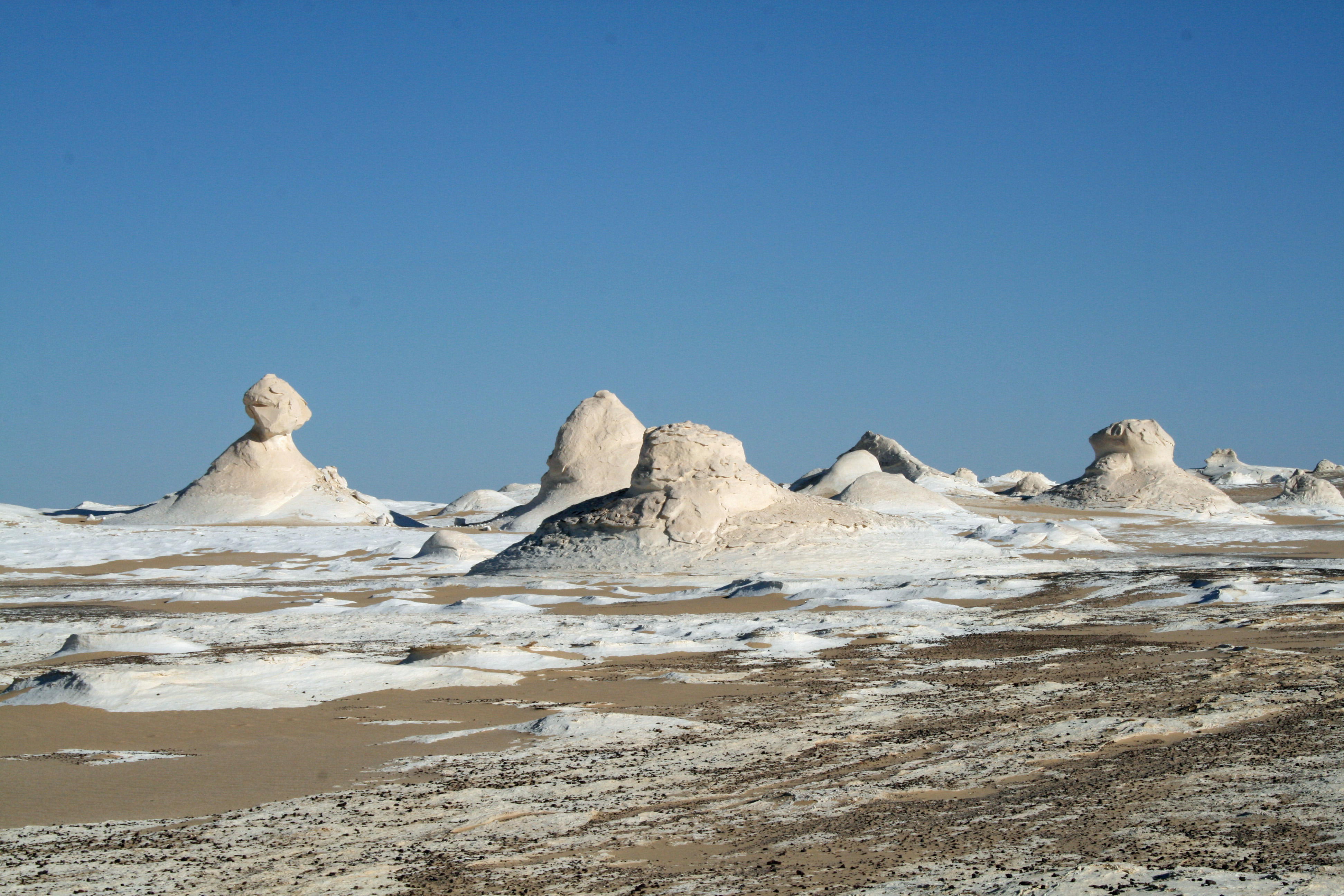
Désert blanc.

## Histoire
Entre 6600 et 4800 av. J.-C., la présence d'un lac saisonnier (qui a laissé des traces proches de l'oasis d'Al-Farafra) a permis l'établissement d'une très longue occupation humaine. Les habitants pratiquaient la collecte intensive de céréales sauvages comme le sorgo commun et des légumineuses sauvages, comme en témoignent des restes calcinés, datables par carbone 14. Une riche faune de girafes, de gazelles et d’autruches apparaît dans les peintures rupestres réalisées à cette époque, dans une grotte des environs, et un grand nombre de pointes de flèches et de couteaux de silex attestent que la chasse était l'un des apports essentiels à la subsistance au quotidien. Par ailleurs, l'élevage de caprinés domestiques permettait d'assurer une certaine sécurité alimentaire. Des huttes circulaires en pierre calcaire indiqueraient un habitat réoccupé régulièrement sur un grand nombre de générations. Ces populations auraient ainsi pu conserver leur très grande mobilité, avec ce mixte alimentaire, dont une faible part seulement était produit par l'élevage.
Les caprinés domestiqués, dont les ancêtres sauvages ne sont pas originaires d'Afrique, apparaissent presque simultanément, sur les rives égyptiennes de la mer Rouge (grotte de Sodmein) et à Farafra. Ceci suppose des voies de communication, des pistes Est-Ouest, en usage à cette époque où le Sahara était encore vert.
Les communautés de Farafra étaient en contact avec la zone centrale du désert occidental immédiatement au sud-est de Farafra, à partir de la grotte de Jara et vers les oasis d'Ad-Dakhla, Chufu et Al-Kharga dans une période qui couvre tout l'Holocène moyen entre vers 6500-5800 av. J.-C., et donc toute la période durant laquelle les oasis ont été occupées de manière continue.
Ces oasis, vers 6600-4800 av. J.-C., se trouvaient dans un environnement vert - c'est encore l'époque du Sahara vert, mais en cours d'aridification vers 5000-4000 av. J.-C. Ils étaient déjà des lieux occupés, de manière plus ou moins passagère par ces populations mobiles de chasseurs-pasteurs qui ont laissé de nombreux indice de leur présence, dont les gravures rupestres. Ces populations sont contemporaines de celles qui occupaient la région de Samara (ou Tell el-Samara) (delta oriental), l’un des rares villages du Ve millénaire av. J.-C. connus à ce jour.
Des voies de passage datant de l'époque pharaonique ont été repérées qui relient les actuelles oasis du Fayoum, de Farafra, de Dakhla, de Kharga, puis jusqu'à Abydos ou Assiout. Plus loin vers l'Ouest, Farafra rejoignait l'oasis de Siwa à partir de la dynastie saïte. Depuis l'oasis d'Ad-Dakhla, on pouvait traverser le Gilf al-Kabir pour atteindre l'oasis de Koufra (en Libye actuelle), ou bien descendre vers le sud et le Djebel el-Oueynat. De même, depuis l'oasis de Kharga, on pouvait descendre vers l'oasis de Sélima (en). Ces deux dernières voies donnaient accès à l'or, à l'encens et à la myrrhe d'Afrique via la Basse-Nubie.
Après la conquête musulmane de l'Égypte, Al-Farafra forme un petit État musulman gouverné par la dynastie Al-Abdun d'origine berbère et dont le territoire couvrait les autres oasis à proximité : Al-Kharga, Ad-Dakhla et Al-Bahariya. Ce royaume est mentionné dès le VIIIe siècle par Muhammad al-Fazari qui le nomme Amal Wah, signifiant « pays des oasis ». Une brève description par Al-Mas'ûdî au Xe siècle indique que le prince berbère y dirigeait plusieurs milliers de cavaliers. Un réseau de voie reliait les oasis entre-elles, menant d'un côté vers les villes d'Égypte et de l'autre vers Siwa et ce dans le plus vaste réseau du commerce transsaharien.